# Slunečnice (album)
Slunečnice je šesté studiové album české hudební skupiny Lucie, vydané v roce 2000. Obsahuje celkem 11 písní, z větší části autorských (jen u tří písní jsou jako spoluautoři uvedeni externí spolupracovníci, viz níže). Na kompilační album The Best of Lucie (2009) byly z tého desky zařazeny písně Ona ví, Zakousnutej do tebe a Hvězda.

## Seznam skladeb (CD, MC)
1. Pojď se mnou do chrámu ticha (hudba: Robert Kodym, David Koller, text: Robert Kodym)
2. Ona ví (hudba: David Koller, text: Robert Kodym)
3. Zakousnutej do tebe  (hudba: P.B.Ch., text: Robert Kodym)
4. Hvězda (hudba: Miloš Hájíček, David Koller, text: Miloš Hájíček)
5. Veverka (hudba a text: Robert Kodym)
6. Slunečnice (hudba: Michal Dvořák, David Koller, Pavel Karlík, text: David Koller)
7. Karibi (hudba: Robert Kodym, text: Ivan Mládek)
8. Mohu tě jenom milovat (hudba a text: Robert Kodym)
9. Noc (hudba: Michal Dvořák, text: Tomáš Belko)
10. Vůně (hudba: P.B.Ch., text: Robert Kodym)
11. Touha (hudba a text: David Koller)

## Sestava skupiny v době natáčení alba
- Michal Dvořák
- Robert Kodym
- David Koller
- P.B.CH.

### Hosté
- Tomáš Belko, Jaroslav Kurzweil, Jiří Hanzlík (dechy)
- Milan Cimfe (kytara, el. bicí)
- Miloš Hájíček (klávesy, samply, aranžmá)
- Tomáš Hanák (zpěv)
- Pavel Karlík (kytara)
- Vráťa Kocourek (samply)
- Adam Koller (congo)
- Luboš Krtička (trubka)
- Libor Mikoška (kytara)
- Ivan Mládek (zpěv, banjo)
- Jan P. Muchow (kytara, klávesy, aranžmá)
- Vláďa Pecha (programování)
- Petr (didgeridoo)

## Ocenění, prodejnost
Podle přehledu prodejnosti zveřejněného v deníku MF Dnes dne 6. listopadu 2004 na s. 2 se v roce vydání (tedy cca za pouhé dva měsíce) alba Slunečnice prodalo 62 000 kusů a stalo se druhou nejprodávanější českou deskou roku (první místo obsadil Těžkej Pokondr s albem Ježek v kleci, kterého se prodalo 69 000 kusů).

## Koncertní prezentace
Nové album skupina prezentovala publiku na turné Slunečnice Tour, v jehož rámci odehrála během května a června 2001 celkem 12 koncertů vesměs ve velkých arénách nebo pod širým nebem. 